# Wanted Dead or Alive (singel)
Wanted Dead or Alive – wspólny singel amerykańskich raperów 2Paca, Snoop Dogga i Daz Dillingera, pochodzący ze ścieżki dźwiękowej do filmu Klincz (film 1997). Do utworu powstał teledysk.

## Notowania
| Notowanie (1997)   | Najwyższa pozycja |
| ------------------ | ----------------- |
| Australian Charts  | 41                |
| New Zealand Charts | 3                 |
| UK Singles Chart   | 16                |